# Famille Janvier de La Motte
La famille Janvier de La Motte est une famille française originaire d'Ille-et-Vilaine, et fixée au début du XIXe siècle en Anjou. Au XIXe siècle, cette famille a donné des avocats, des magistrats, un préfet, et plusieurs députés. Cette famille s'est éteinte en 1912.

## Historique
Élie Janvier de La Motte, né le 28 janvier 1775 à Guipry (Ille-et-Vilaine), s'est établi en 1797 à Laval, puis en 1811 à Angers, comme conseiller à la Cour d'appel d'Angers, puis président de chambre en cette cour en 1821. Il eut trois fils : Élie Janvier de La Motte (1798-1869), Eugène Janvier de La Motte (1800-1852) et Adolphe Janvier de La Motte (1802-1877).
Un jugement du tribunal civil de Laval (Mayenne), en date du 26 janvier 1856, constatant que le nom de La Motte remontait à une date ancienne et faisait partie du nom patronymique de la famille Janvier, a ordonné, en conséquence, la rectification de tous les actes de l'état civil où il avait été omis par suite des « circonstances et des temps ».

## Liens de filiation entre les personnalités notoires
- Pierre François Janvier, né le 12 novembre 1733 à Guipry (Ille-et-Vilaine), sieur de La Motte, huissier au parlement de Bretagne. Il épouse le 23 novembre 1763 à Beignon (Morbihan) Renée Henriette, fille de Charles Louis Pellerin des Déserts.
  - Anne Fleury Angélique Constance (Rennes, 26 mars 1771 - Messac (Ille-et-Vilaine), 5 novembre 1823), épouse René Joseph Charil de Ruillé (1759-1834).
  - Élie Jacques Pierre Vincent Janvier (Guipry, 28 janvier 1775 - Angers, 18 décembre 1845), avoué à Laval puis juge et conseiller à la cour d'appel d'Angers (1811), président de chambre en cette cour (1821), chevalier de l'ordre national de la Légion d'honneur le 24 août 1819)[3], épouse le 21 floréal an V (10 mai 1797) à Laval (Mayenne) Louise, fille de Mathurin Louis Julien Jacquet.
    - Élie Janvier de La Motte (1798-1869), comte romain, magistrat et homme politique. Il épouse Hélène de Surmont.
    - Eugène Janvier (1800-1852), homme politique. Il épouse Émilie Adèle Monden-Gennevraye.
      - Eugène Janvier de La Motte (1823-1884), haut fonctionnaire et homme politique. Il épouse Marie Louise Gabrielle Loré.
        - Louis Eugène Janvier de La Motte (1849-1894), homme politique. Il épouse Marie Jeanne, fille de Robert Henry Herbert.
        - Édouard Ambroise Henri Janvier de La Motte (Angers, 2 octobre 1852 - Paris IXe, 24 mai 1905), avocat et auteur dramatique, chevalier de l'ordre national de la Légion d'honneur le 11 août 1900)[4].
        - Suzanne Charlotte Marianne Madeleine (Versailles, 1er août 1855 - Paris, 19 mars 1899), épouse à Paris le 5 février 1873 Frédéric Guéau de Reverseaux de Rouvray (1845-1916), Ambassade de France en Autriche puis Henri Bacot (1851-1912), petit-fils du baron Antoine-Gabriel Christin.

      - Louise Claire ( - Paris, 10 novembre 1894) épouse le 7 février 1850 Jacques Philippe Auguste Lepic (1812-1868), général de brigade.

    - Adolphe Janvier de La Motte (Laval (Mayenne), 3 juillet 1802 - Nantes (Loire-Inférieure), 13 mai 1877), président du tribunal civil de Nantes, conseiller général du Maine-et-Loire, officier de l'ordre national de la Légion d'honneur le 13 août 1855)[5] épouse Louise Aimée Dugué (vers 1811 - 10 mai 1901).
      - Louise Ernestine (née le 24 janvier 1832 - Laon, Aisne) épouse le 18 juillet 1866 à Nantes, Achille Grignon Dumoulin (1836-1904), juge au tribunal de Nantes.
      - Hélène Charlotte épouse Eugène Potiron de Boisfleury (1826-1906), président honoraire du tribunal de première instance de Ruffec,.
      - Arthur Joseph Janvier de La Motte (Drain (Maine-et-Loire), 24 avril 1845 - manoir de Kerlut (Plobannalec-Lesconil), 11 janvier 1912), juge de paix en Algérie (Dellys, puis Constantine), juge d'instruction (Troyes, 1888) épouse le 6 novembre 1876 à Rennes Marie Françoise Chauvel (1851 - manoir de Kerlut (Finistère), février 1931).
        - un fils, saint-Cyrien (promotion Marchand : 1898-1900).
        - Marthe épouse Henri Gratereau de Négraval.

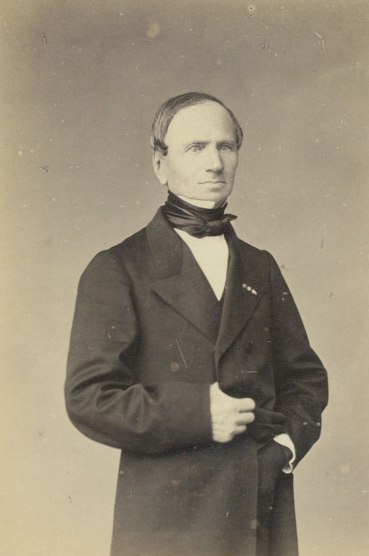
Élie Janvier de La Motte (1798–1869), député du Tarn-et-Garonne
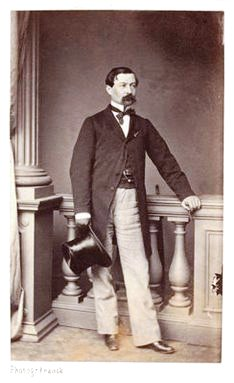
Eugène Janvier de La Motte (1823-1884), préfet
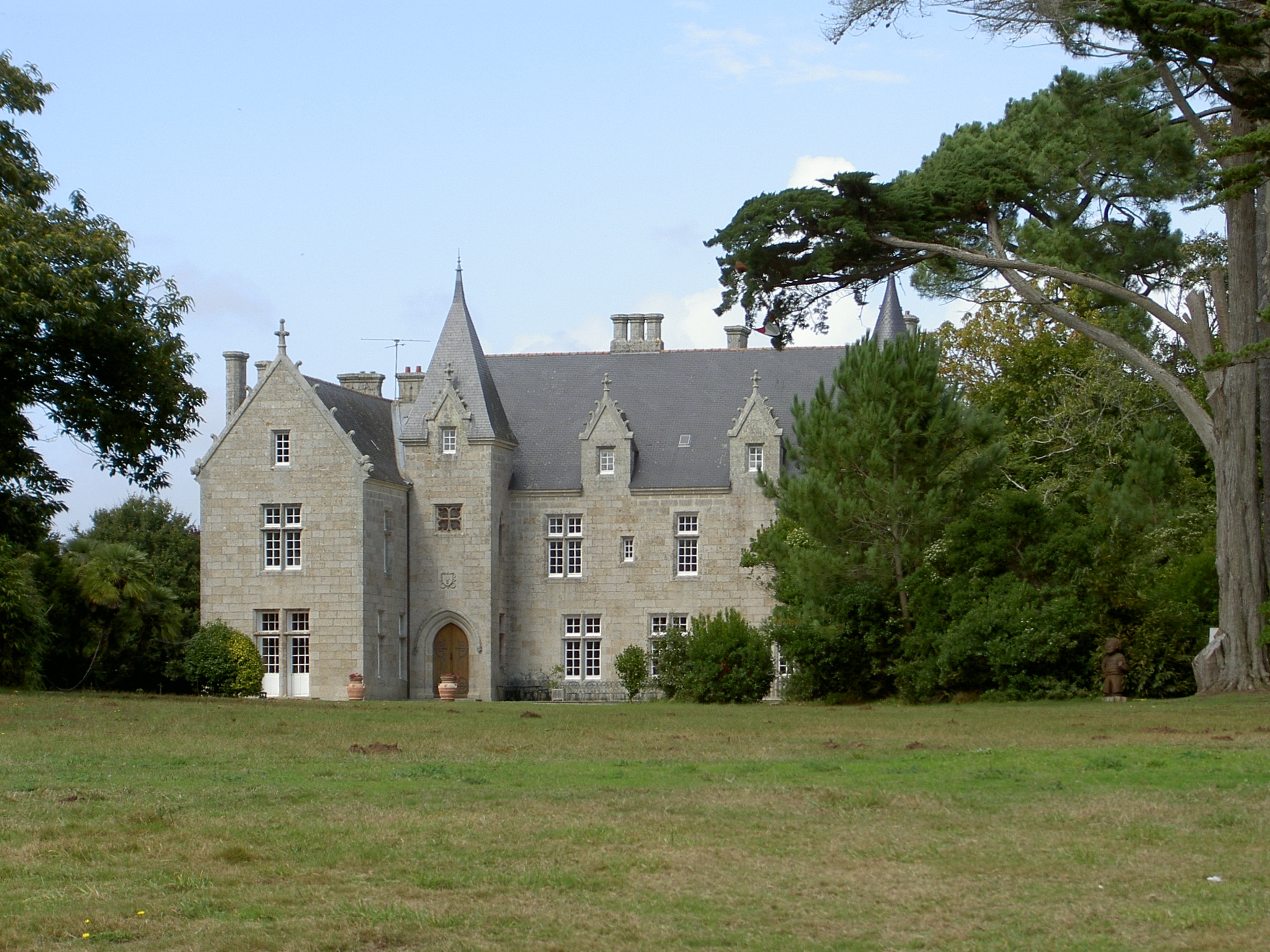
Manoir de Kerlut (Plobannalec-Lesconil)

## Titre
- Élie Janvier de La Motte (1798-1869), conseiller à la cour impériale d'Angers, membre du Corps législatif (Second Empire), reçut du pape Pie IX le titre de comte romain par lettres du 14 mars 1851 (non héréditaire)[2]

## Armes
| Image | Blasonnement |
| ----- | --- |
|       | Famille Janvier de La Motte D'azur, à un vol d'argent, ou bien D'azur, à deux demi-vols adossés d'argent , Supportsdeux lévriers colletés |